# 朗素·波爾
朗佐·安德森·鮑爾（英語：Lonzo Anderson Ball，1997年10月27日—），外號「球哥」，生於美國加利福尼亞州安那翰，美國職業籃球運動員。現效力於NBA聯盟克里夫蘭騎士，場上位置為控球後衛。於2017年NBA選秀以首輪第二順位被洛杉磯湖人選中。
鮑爾高中就讀於奇诺岗高中，期間榮獲多個獎項，並以場均23.9分帶領校隊取得35連勝的驚人戰績，奪得首座加利福尼亞州冠軍。畢業後鮑爾進入加州大學洛杉磯分校就讀，在助攻方面領先整個大學籃球界，並打破了加州大學洛杉磯分校棕熊隊的隊史助攻紀錄。榮獲當年的奈史密斯年度最佳球員獎項，成為全美最好的新人之一。

## 早年生涯
鮑爾出生於加利福尼亞州的安那翰地區，他的父親拉瓦爾·鮑爾（LaVar Ball）和母親蒂娜·鮑爾（Tina Ball）都是前大學籃球運動員。父親拉瓦爾身高6英尺6英寸（1.98米），曾於大學時期在華盛頓州立大學打過一年大學籃球，之後便投入了美式足球，也打過國家美式足球聯盟，而母親蒂娜則是正規的籃球員。
鮑爾從兩歲就開始接觸籃球。他和另外兩個弟弟李安傑洛·鮑爾以及拉梅洛·鲍尔在升上高中之前都是在父親拉瓦爾的少年隊裡打球。之後鮑爾進入加州當地的奇诺岗高中就讀。在高二時，鮑爾場均能取得25分、11籃板、9.1助攻和5抄截。在升上高四的最後一個賽季，鮑爾以場均23.9分、11.3個籃板和11.7次助攻的大三元數據率隊取得35勝0敗的全勝戰績，幫助球隊創造了歷史，生涯首次奪得加利福尼亞州冠軍。賽季結束後，鮑爾榮獲奈史密斯年度最佳球員、摩根·伍登高中年度最佳球员以及今日美國年度最佳籃球員，同時鮑爾也當選為美國籃球先生，幾乎囊括了一名高中生能獲得的所有榮譽。

## 大學生涯
鮑爾主要的球探服務評為一致的五星級新兵。2015年11月，他簽署了一份國家意向書，出席加州大學洛杉磯分校（UCLA），並為熊隊隊員出戰。作為2016-17賽季的大一新生，他是每年頒發給全美頂級大學球員的約翰R.木製獎的季前賽觀看名單中的50名球員之一。鮑爾的視野和傳球技巧使得加州大學洛杉磯分校在全國排名上升，因為他和同伴大學的T. J. Leaf幫助球隊從一年前的15勝17負反彈回來。鮑爾在全國助攻方面領先，並將這支球隊變成了全國得分最高的進攻球員。在他與太平洋隊的第一場大學生比賽中，他得到19分，11次助攻和8個籃板。今年晚些時候，鮑爾在冠軍賽中領先加州大學洛杉磯分校隊奪得德克薩斯A＆M，因此被評為木製傳奇賽事的MVP。他在葉卡捷琳堡也加入了木製獎項名單，因為加州大學洛杉磯分校是僅有的五所學校中有兩名候選人的學校之一。
2017年3月20日，在加州大学洛杉矶分校以79-67击败辛辛那提大学的比赛中，朗佐·鲍尔得到18分、7个篮板和9次助攻，帮助UCLA挺进NCAA锦标赛16强。3月25日，加州大学洛杉矶分校以75-86不敌肯塔基大学，无缘NCAA锦标赛八强，朗佐·鲍尔全场得到10分8次助攻。赛后，朗佐·鲍尔正式宣布参加2017年NBA选秀。
本賽季，朗佐·鲍尔场均出场35.1分钟，得到14.6分、6.0个篮板和7.6次助攻，赛季累计送出274次助攻，创造了UCLA队史单赛季助攻新纪录，同时创造了太平洋十二校联盟（PAC-12）大一球员赛季助攻数纪录。鲍尔荣获韦曼·蒂斯代尔（即全美最佳大一球员）奖，当选太平洋十二校联盟最佳新秀，入选美联社大学最佳阵容一队、奈史密斯大学最佳阵容一队、太平洋十二校联盟最佳阵容一队和最佳新秀阵容。

### 大學統計數據
| 賽季    | 大學 | 上場次數 | 先發次數 | 上場時間 | 投篮命中率 | 三分球命中率 | 罚球命中率 | 篮板 | 助攻 | 抄截 | 阻攻 | 得分 |
| ------- | ---- | -------- | -------- | -------- | ---------- | ------------ | ---------- | ---- | ---- | ---- | ---- | ---- |
| 2016–17 | UCLA | 36       | 36       | 35.1     | 55.1       | 41.2         | 67.3       | 6.0  | 7.6  | 1.8  | 0.8  | 14.6 |
| 生涯    |      | 36       | 36       | 35.1     | 55.1       | 41.2         | 67.3       | 6.0  | 7.6  | 1.8  | 0.8  | 14.6 |

## 職業生涯

### 洛杉磯湖人（2017−2019）
2017年7月，他在夏季联盟以場均16.3分、7.7籃板與联盟最多的9.3次助攻獲選為夏季联盟MVP，也同時也入選第一隊陣容，波爾除了是湖人隊史首位夏季聯盟MVP，也是NBA聯盟第一位榜眼身份獲選夏季聯盟MVP的球員。
鮑爾在對決密爾瓦基公鹿的比賽中拿下19分、13籃板以及12助攻的大三元成績，另有3抄截2阻攻。這不單止是鮑爾職業生涯的首次大三元，他同時以20歲15天之齡，打破了勒布朗·詹姆斯的紀錄，短暫成為聯盟史上最年輕拿下大三元的球員（此一紀錄後來被費城七六人後衛馬凱爾·富爾茲及其三弟夏洛特黄蜂后卫拉梅洛·鲍尔打破）。
雖然投籃方面仍有待加強練習，但其在新秀賽季便有6.9籃板以及7.2助攻的數據，前景備受湖人球迷期待。

### 紐奧良鹈鹕（2019−2020）
2019年6月15日，湖人與紐奧良鵜鶘達成交易協議，內容具體為：湖人拿到安東尼·戴維斯，鵜鶘則獲得波爾、布蘭登·英格姆、喬許·哈特以及2019第四順位選秀權、2020前八順位保護首輪籤（若前八順位會轉成2021無保護首輪籤）、2023首輪籤互換權、2024無保護首輪籤和2025首輪籤互換權。

### 芝加哥公牛（2021−2025）
2021年8月8日，鮑爾以簽約交易的形式被交易到芝加哥公牛，鵜鶘隊得到了托馬什·薩托蘭斯基、蓋瑞特·坦普爾和選秀權。他與公牛隊簽下了一份為期四年、價值8500萬美元的續約合約。
2022年1月20日，在因半月板撕裂缺席三場比賽後，公牛隊宣佈鮑爾將接受左膝手術，缺席6到8周。4月6日，他在康復期間因身體活動增加而感到疼痛，因此剩餘賽季報銷。
在2022-23賽季之前，鮑爾接受了關節鏡清創術，這是一種手術治療，可以提取膝關節中可能存在的任何鬆散物質，並可以撫平膝關節內部的表面。2023年2月21日，公牛隊宣布，由於在參加籃球活動時反覆出現不適，所以剩餘賽季報銷。他於2023年3月16日接受了左膝軟骨移植手術。2023年6月，公牛隊副總裁阿圖拉斯·卡尼索瓦斯表示，球隊不希望他能夠在2023-24賽季上場。12月，芝加哥總教練比利·多諾萬表示，鮑爾預計將於2024年1月開始跑步訓練。2024年5月，鮑爾透露，他還接受了膝蓋半月板移植手術。

### 克里夫兰骑士（2025-）
2025年7月7日，芝加哥公牛将鲍尔被交易至克利夫兰骑士以获取艾萨克·奥科罗。

## 職業生涯數據

### NBA例行賽數據統計
| 賽季    | 球隊 | GP  | GS  | MPG  | FG%  | 3P%  | FT%  | RPG | APG | SPG | BPG | PPG  |
| ------- | ---- | --- | --- | ---- | ---- | ---- | ---- | --- | --- | --- | --- | ---- |
| 2017–18 | LAL  | 52  | 50  | 34.2 | .360 | .305 | .451 | 6.9 | 7.2 | 1.7 | .8  | 10.2 |
| 2018–19 | LAL  | 47  | 45  | 30.3 | .406 | .329 | .417 | 5.3 | 5.4 | 1.5 | .4  | 9.9  |
| 2019–20 | NOP  | 63  | 54  | 32.1 | .403 | .375 | .566 | 6.1 | 7.0 | 1.4 | .6  | 11.8 |
| 2020–21 | NOP  | 55  | 55  | 31.8 | .414 | .378 | .781 | 4.8 | 5.7 | 1.5 | .6  | 14.6 |
| 2021–22 | CHI  | 35  | 35  | 34.6 | .423 | .423 | .750 | 5.4 | 5.1 | 1.8 | .9  | 13.0 |
| 生涯    | 生涯 | 252 | 239 | 32.5 | .400 | .364 | .578 | 5.7 | 6.2 | 1.6 | .6  | 11.9 |

## 个人生活
- 2017年5月，由父亲拉瓦尔·鮑爾拥有的Big Baller Brand发布了朗佐·波尔的第一双鞋ZO2。
- 鮑爾的母親蒂娜·鮑爾於2017年2月時不幸遭遇了一次嚴重中風，幾乎差點喪命，在醫院住了兩個半月後。目前已經平安返家，但她的語言功能已完全喪失，行動能力也僅僅局限於緩慢移步。
- 父亲为拉瓦尔·鮑爾是前美式足球运动员。弟弟是拉梅洛·波爾及李安傑洛·鮑爾。

## 外部連結
- 朗素·波爾在fiba.basketball（英语）
- 朗素·波爾在NBA官網（英语）
- 朗素·波爾在Basketball-Reference.com（NBA）（英语）
- 朗素·波爾在Sports-Reference.com（NCAA）（英语）
- 朗素·波爾在ESPN（NBA）（英语）
- 朗素·波爾在Eurobasket.com（球員）（英语）
- 朗素·波爾在Proballers（英语）
- 朗素·波爾在RealGM（球員）（英语）